# Luca Rossettini
Luca Rossettini, né le 9 mai 1985 à Padoue, est un footballeur italien.

## Biographie

### Carrière en club
Rossettini commence le football dans le club de sa ville natale, Padoue. En août 2007, à 22 ans, il est transféré à Sienne dans le cadre d'un accord de copropriété, estimé à 1,2 million d'euros. En juin 2008, Sienne rachète la totalité des droits du joueurs contre une nouvelle indemnité de 1,2 million d'euros. 
En juin 2012, il est transféré à Cagliari contre 1,6 million d'euros. Pendant trois saisons, il est titulaire en Serie A, disputant près d'une centaine de matchs, et marquant trois buts en championnat.
En 2015, il est cédé au Bologne FC, fraîchement promu dans l'élite,, contre une indemnité estimée à 2,5 millions d'euros.
En août 2017, Luca Rossettini s'engage en faveur du Genoa. 

### Carrière internationale
En novembre 2014 Rossettini est convoqué en équipe nationale, sans cependant apparaître en match.
Il compte une sélection en équipe d'Italie espoirs, en février 2008, à l'occasion d'un match de préparation face aux Pays-Bas.